# دوش هوا

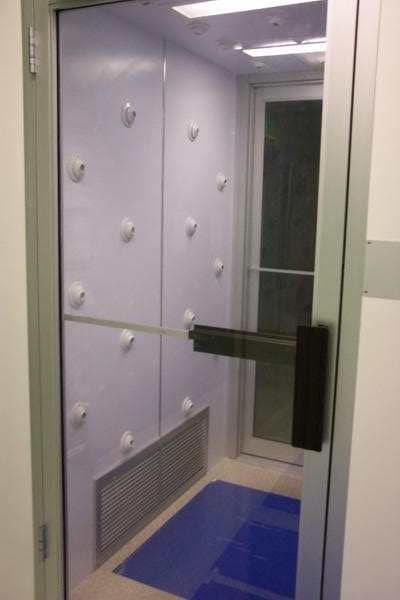
دوش هوای اتاق تمیز با کف چسبنده آبی.

دوش هوا یا ایر شاور (به انگلیسی: Air shower) اتاق کوچکی است که قبل از اتاق تمیز در ورودی قرار می‌گیرد و کارکنان برای ورود و خروج از اتاق تمیز باید از آن بگذرند که هدف از این دوش هوا پاک سازی است. دوش هوا از طریق حفره‌هایی که در سقف و دیواره خود دارد هوا را با فشار به داخل خود منتقل کرده تا تمامی گرد و غبار و خاک و ذرات بدن و مواد خطرناک سمی و شیمیایی و ... که ممکن است روی بدن یا لباس شخص باشد پاک  شود تا آلودگی که ممکن است به داخل اتاق تمیز و تجهیزات و محصولات برسد به حداقل برسد یا در هنگام خروج از اتاق تمیز نیز هر گونه ذرات خطرناک یا تشعشع که ممکن است از طریق لباس و تجهیزات کارکنان به بیرون راه پیدا کند پاک شود.
دوش هوا می‌تواند به شکل‌های مختلفی استفاده شود از جمله: دوش یک طرفه، دوش دو طرفه، دوش سه طرفه و دوش از بالا.
سرعت اسپری هوا در دوش هوا در حدود ۲۵ متر بر ثانیه یا بیشتر است که از میان لوله‌ها و حفره‌های هوای ساخته شده از استیل ضد زنگ خارج می‌شود.
به طور کلی از فیلتر هپا برای فیلتر کردن ذرات بزرگتر از ۰٫۳ میکرون در دوش هوا استفاده می‌شود.
از تجهیزات دوش هوا در زمینه‌هایی که محیط استریل و عاری از گرد و غبار و ذرات بسیار مهم است مانند داروسازی‌ها، تجهیزات پزشکی، تجهیزات حساس الکترونیکی، هوافضا، مراکز تحقیقات زیست پزشکی، مراکز شیمیایی و هسته‌ای، آزمایشگاه‌های بیولوژیکی و ... استفاده می‌شود.